# Illice subrufa
Illice subrufa là một loài bướm đêm thuộc phân họ Arctiinae, họ Erebidae.